# Станы (Ярославская область)
Станы — село в Угличском районе Ярославской области России, входит в состав Улейминского сельского поселения.

## География
Расположено на берегу речки Крива в 16 км на юго-восток от центра поселения села Улейма и в 27 км на юго-восток от Углича.

## История
Согласно преданию название села происходит от располагавшегося здесь татарского стана. Впервые упоминается в документах в начале XVI века. В 1532 году приписано к Угличскому Покровскому монастырю. Каменная Архангельская церковь была построена на средства прихожан в 1791 году. Храм одноглавый, одноэтажный, с теплой трапезной. В конце XIX века стараниями священника Н.Е. Троицкого была построена паперть с трехъярусной колокольней, имеющей шпилеобразное завершение. Главный храм был освящен в честь Архангела Михаила, престол в трапезной во имя Живоначальной Троицы. В 1911 году знаменитый Патриарх Тихон освятил придел в честь Корсунской Божией Матери. В селе имелась церковно-приходская школа. 
В конце XIX — начале XX село входило в состав Улейминской волости Угличского уезда Ярославской губернии. 
С 1929 года село входило в состав Подберезовского сельсовета Угличского района, в 1944 — 1959 годах в составе Ильинского района, с 1954 года — в составе Черницкого сельсовета, с 1959 года — в составе Улейминского сельсовета, с 2005 года — в составе Улейминского сельского поселения.

## Население
| 1859 | 1914 | 2007 | 2010 |
| ---- | ---- | ---- | ---- |
| 190  | ↘188 | ↘23  | ↘18  |

## Достопримечательности
В селе расположена недействующая Церковь Михаила Архангела (1791).